# Stars (Pnau, Bebe Rexha e Ozuna)
Stars è un singolo del trio musicale australiano Pnau, della cantante statunitense Bebe Rexha e del rapper portoricano Ozuna, pubblicato il 19 maggio 2023 dalla Etcetc.

## Descrizione
Stars è un brano dance pop composto in chiave di Fa minore con un tempo di 116 battiti per minuto. È stato scritto dagli Pnau, Bebe Rexha, Ozuna, Janée Bennett e Yazid Rivera, ed è stato prodotto dagli Pnau. Il brano incoraggia l'ascoltatore a non farsi influenzare da chi cerca di limitarli e a credere in se stessi. Parla dell'importanza di seguire il proprio percorso e fare scelte che rispecchino la propria autenticità. Il testo, inoltre, menziona il potere dell'immaginazione nel liberare l'anima e il desiderio di vivere appieno la vita senza rimpianti. Ozuna, con il suo rap spagnolo, enfatizza la necessità di vivere ogni giorno come se fosse l'ultimo e godere delle piccole cose.
Gli artisti hanno parlato per Broadway World di cosa il brano rappresenti per loro. Nick Littlemore dei Pnau ha detto: "La musica ha il potere supremo di guarire e far emergere l'energia che è nascosta dentro ognuno di voi. Stars parla di trovare quella luce interiore e farla brillare in modo che tutto il mondo possa vederla. La canzone è il risultato di esseri magici che lavorano insieme. Nei nostri sogni più sfrenati, non avremmo mai immaginato di lavorare con Bebe Rexha e Ozuna nel 2023." Rexha, invece, ha dichiarato: "Quando i Pnau mi hanno suonato per la prima volta 'Stars', mi ha catapultato su un altro pianeta, gli elementi disco e il concept mi hanno fatto sentire come se stessi fluttuando. Mi è piaciuto collaborare con i Pnau e Ozuna, entrambi sono così talentuosi e unici e non vedo l'ora che il mondo ascolti questa collaborazione." Infine, Ozuna ha detto: "Sono stato un fan della musica di Bebe Rexha e dei Pnau per un po' di tempo, quindi questa è una collaborazione da sogno, sia in lingua inglese che spagnola, che sembra una traccia globale."

## Tracce
Download digitale
1. Stars – 2:51

Download digitale - The Remixes
1. Stars – 2:51
2. Stars (Jaded remix) – 3:34
3. Stars (Kungs remix) – 3:21
4. Stars (Jaaka remix) – 3:05
5. Stars (Close Counters remix) – 4:08

## Video musicale
Il videoclip, diretto da Kuba Matyka e Kamila Staszczyszyn, è stato pubblicato su VEVO e YouTube il 19 maggio 2023, giorno della pubblicazione del singolo. Il video presenta Rexha e Ozuna in un mondo futuristico a tema spaziale, con un'atmosfera psichedelica e onirica. È stato creato utilizzando l'intelligenza artificiale.